# Norman Loftus Bor
Norman Loftus Bor, né le 3 mai 1893 à Tramore et mort le 22 décembre 1972 à Kew, est un botaniste irlandais.
La médaille linnéenne lui a été décernée par la Linnean Society of London en 1962.

## Biographie
Norman Bor étudie la médecine à Dublin avant l'indépendance du pays et avant la Première Guerre mondiale, pendant laquelle il s'engage pour combattre en France, dans les Flandres, en Macédoine et en Palestine. Il poursuit ensuite des études forestières en Écosse, puis est employé comme official forestal aux Indes britanniques en Assam. Il travaille aux Naga Hills, puis comme botaniste forestier et sylviculteur à Shillong, etc. Il publie la revue Indian Forester, puis devient inspecteur général des forêts dans la zone frontière de Balipara.
Pendant la Seconde Guerre mondiale, il se sert de sa connaissance des mœurs des ethnies locales de l'Assam et de leurs idiomes pour s'y maintenir dans des conditions difficiles, résultant notamment de l'afflux de réfugiés birmans fuyant l'invasion japonaise, ce qui provoque des conflits inter-ethniques.
Après la guerre, il retourne en Grande-Bretagne, devenant sous-directeur des Jardins royaux de Kew pendant onze ans. Il y continue ses études sur les graminées qu'il avait commencées aux Indes et publie nombre d'articles sur les espèces de graminées originaires des anciennes Indes britanniques, que l'on rencontre en Inde, au Pakistan, en Birmanie et au Sri Lanka, mais aussi à propos de celles rencontrées à Chypre, en Iran et en Irak.
Il effectue de nombreuses expéditions botaniques dans le sous-continent indien.
Il est le frère de l'acteur Guy Thornton Bor (1903-1973), connu sous le nom de scène de Max Adrian.
Le genre Borinda lui a été dédié par Stapleton en 1994.